# Каліч-полки

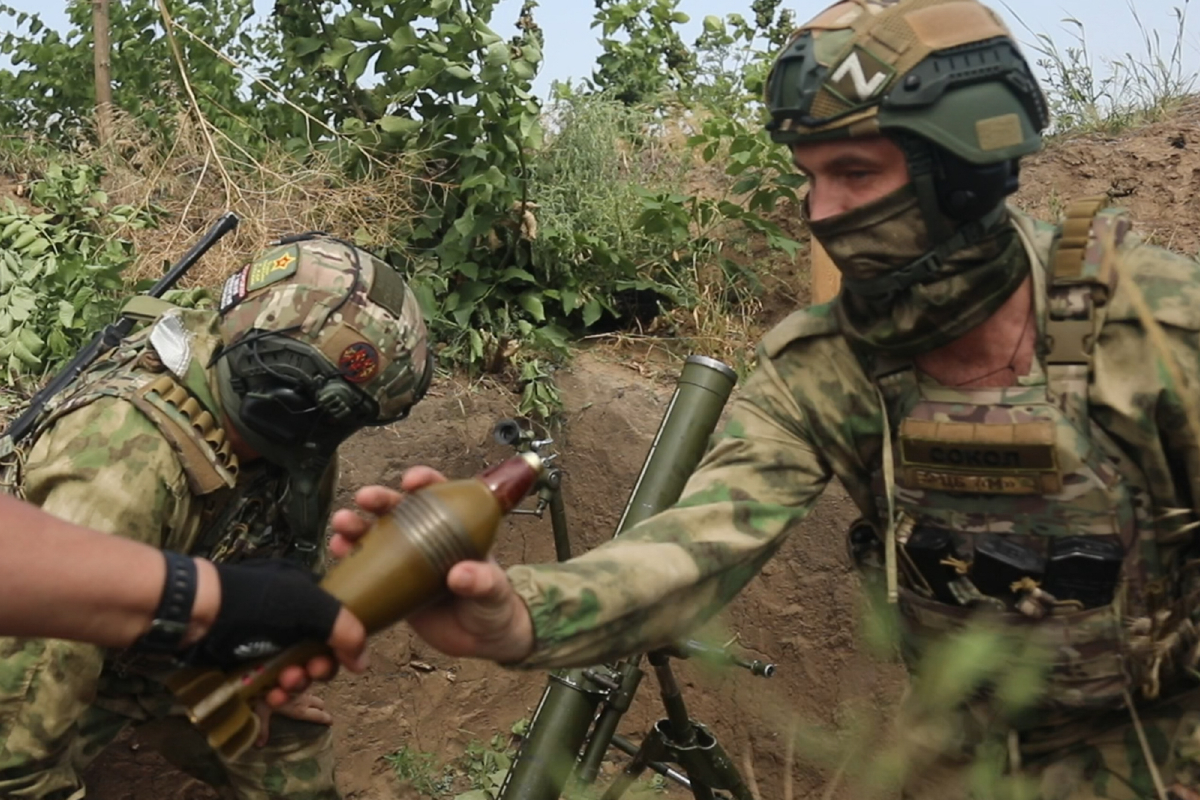
Російські солдати

Каліч-полки — іронічна назва штурмових груп російських військ, укомплектованих із важкопоранених і скалічених військовослужбовців. Їхня поява обумовлена тим, що внаслідок великих втрат в російській армії відчувається брак людей, а оголошувати мобілізацію верховне командування на чолі із Путіним боїться. Бійці каліч-полків часто користуються милицями або пересуваються повзучи на передовій.

## Перші згадки
Вперше згадані в червні 2024 року в репортажі російського z-воєнкора Єгора Гузенка («Тринадцятий»), де було опубліковано відео з підвалу так званої «ДНР», в якому утримувались поранені російські солдати, яких змушували повертатись на фронт воювати далі.
Тримали «відмовників» у важких умовах, попри те, що деякі з них не мали кінцівок і були інвалідами.
«Ось так живуть у російській армії ті, хто стали непотрібними, кого ховають від усіх у клітці свинарника. Тут без рук, без ніг, люди поламані, покинуті. Хіба це нормальне ставлення до людей? Що це за відношення? Тут і мобілізовані, і добровольці» — говорить автор відео.
За словами Гузенка, лише в Донецьку таких концтаборів і каліч-полків дуже багато.
«Фронтовики, я звертаюсь до вас! — звернувся до військових Гузенко — Те, що вам литимуть у вуха, нібито ви нова еліта країни — це вони всім так говорили. Усім учасникам локальних конфліктів. А в результаті — ми нікому не потрібні. Тому тримаймось один за одного».
Про те, що російська армія відправила на передову півсотні своїх військових на милицях, також повідомила воєнкорша Анастасія Кашеварова. Відповідне рішення ухвалило командування 47-ї танкової дивізії через гостру нестачу особового складу.

### Курська область
У серпні 2024 року через гостру нестачу особового складу і небажання перекидати резерви з Покровського напрямку командування ЗС РФ посилало на відвойовування підконтрольних ЗСУ територій Курської області поранених з інших ділянок фронту.

### Донбас
Як повідомив на прямій трансляції Армії TV начальник відділення комунікації 60 окремої механізованої бригади Максим Білоусов, на Лиманському напрямку окупанти відправляють в атаку поранених і контужених бійців, щоб тримати інтенсивність своїх атак.
«Нещодавно ми бачили розмову з росіянином, який розповідав, що його контузило, він не розуміє, що робити, а його відправляють у штурм».— Максим Білоусов.
22 січня 2025 року інформагентство УНІАН повідомило з посиланням на колумніста Forbes Девіда Екса про те, що командування 20-ї загальновійськової армії ЗС РФ сформувало та відправило у бій штурмові групи, які складаються з піших поранених. У січні 2025 року в мережі опублікували відео з дрона, який зафіксував російських штурмовиків на милицях біля Покровська, тому оператори БПЛА швидко ліквідували їх.

Крім того, російський окупант зняв на телефон, як до подібного штурму готуються інші поранені солдати армії РФ. 
«Те що спочатку могло здатися аномалією — химерною втратою життів, можливо, що за наказом одного жорстокого командира — тепер виглядає більш системним». 
Екс підкреслив, що російські втрати у техніці та розширення українського безпілотного корпусу змушують командування РФ берегти «нечисленні вцілілі сучасні танки і бойові машини», відправляючи в атаку піхоту. Крім того, розосереджені солдати є важкими цілями для українських дронів. 
«Щоденні втрати росіян зросли, оскільки російська доктрина стала надавати перевагу піхоті, а не техніці. Атакуючи піхотою, а не транспортними засобами, Росія використовує свою перевагу — велику кількість живої сили — але ризикує розтринькати її заради відносно скромних територіальних здобутків». 